# Panorpa maculosa
Panorpa maculosa är en näbbsländeart som beskrevs av Hagen 1861. Panorpa maculosa ingår i släktet Panorpa och familjen skorpionsländor. Inga underarter finns listade i Catalogue of Life.